# Skælskør
Skælskør är en tätort och stad på Själland i östra Danmark.   Den ligger i Slagelse kommun och Region Själland, i den sydöstra delen av landet, 90 km sydväst om Köpenhamn. Skælskør ligger 4 meter över havet och antalet invånare var 6 491 den 1 januari 2017. Närmaste större samhälle är staden Slagelse, 17 kilometer norr om Skælskør.
Staden utgjorde tidigare centralort i dåvarande Skælskørs kommun i Vestsjællands amt.

## Näringsliv
Harboes bryggeri grundades 1883 i Skælskør. Huvudkontoret ligger fortfarande kvar i staden.